# Oikofobi

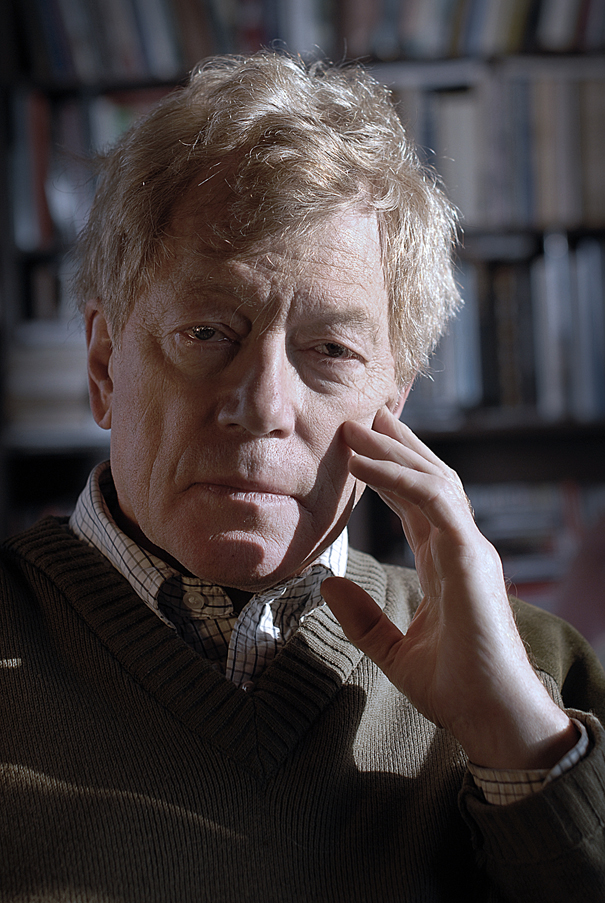
Roger Scruton (1944–2020) införde begreppet oikofobi till den social-politiska debatten.

Oikofobi (från forngrekiskans οἶκος, "hus", och φόβος, "rädsla") uppstod som ett begrepp inom psykiatrin för att beskriva psykologisk aversion mot den nära omgivningen, boningen eller dess komponenter. Ordet myntades av poeten Robert Southey, som beskrev ordet som "viljan att lämna hemmet". I dag används ordet även politiskt som en nedlåtande beteckning på personer som förkastar sin egen kultur samtidigt som de hyllar främmande kulturer.
I sitt verk England and the Need for Nations (2004) anpassade den brittiske konservative filosofen Roger Scruton ordet till att beteckna ”förkastandet av arv och hem”. Han hävdade att det är ”en fas genom vilken ungdomssinnet normalt passerar” men att det är ett inslag i vissa, typiskt vänsterorienterade, politiska impulser och ideologier som stöder xenofili, d.v.s. den raka motsatsen till xenofobi i form av en preferens för främmande kulturer framför den egna. Scruton beskrev "en kronisk form av oikofobi som har spridit sig genom de amerikanska universiteten i form av politisk korrekthet".
I sin bok Roger Scruton: Philosopher on Dover Beach (2009) beskriver Mark Dooley oikofobi som centreras inom den västerländska akademin om "både den gemensamma kulturen i västvärlden och den gamla läroplanen som försökte överföra dess humana värderingar". Denna disposition har utvecklats till exempel från skrifterna av Jacques Derrida och av Michel Foucault och dessas "angrepp på det 'borgerliga' samhällsresultatet i en 'antikultur' som riktade sig direkt mot heliga och vördade saker samt fördömde och förkastade dessa som förtryckande och maktansatta".
| ” | Derrida är en klassisk oikofob i den mån att han avvisar den hemlängtan som de västerländska teologiska, juridiska och litterära traditionerna uppfyller. […] Derridas dekonstruktion försöker blockera vägen till denna 'kärnupplevelse' av medlemskap och föredrar i stället en rotlös existens grundad 'på ingenting.' | „ |

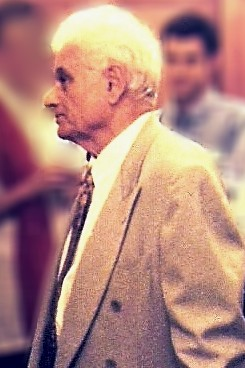
Den postmoderne filosofen Jacques Derrida (1930–2004) har identifierats som oikofob.

En extrem aversion mot det heliga och motverkandet av sambandet mellan det heliga och västkulturen beskrivs som det underliggande motivet för oikofobi, inte att judeo-kristendomen ersätts med ett annat sammanhängande trossystem. Oikofobens paradox verkar vara att all opposition som riktas mot västerlandets teologiska och kulturella tradition skall uppmuntras även om den är "betydligt mera provinsiell, exkluderande, patriarkal och etnocentrisk".
Scrutons användning har tagits upp av vissa amerikanska politiska kommentatorer för att hänvisa till vad de ser som ett avslag på traditionell amerikansk kultur av den vänsterliberala makteliten. I augusti 2010 skrev James Taranto en kolumn i The Wall Street Journal med titeln "Oikophobia: Why the liberal elite finds Americans revolting", där han anklagade anhängare av det föreslagna islamiska centret i New York för att vara oikofober, eftersom de försvarade muslimer vilka åsyftade, i hans ord, att "utnyttja grymheten av 9/11". I Nederländerna har termen oikofobi antagits av den nationalkonservative politikern Thierry Baudet, som han beskriver i sin bok Oikophobia: The fear of home (2013).